# Xã Concord, Quận Lake, South Dakota
Xã Concord (tiếng Anh: Concord Township) là một xã thuộc quận Lake, tiểu bang Nam Dakota, Hoa Kỳ. Năm 2010, dân số của xã này là 112 người.